# Xuân Sơn (đạo diễn)
Nguyễn Xuân Sơn là đạo diễn điện ảnh người Việt Nam. Với bộ phim điện ảnh Truyện cổ tích cho tuổi mười bảy ông đã giành một giải Đạo diễn xuất sắc tại Liên hoan phim Việt Nam lần thứ 8 và Giải thưởng nhà nước trong đợt IV năm 2017.

## Tiểu sử
Xuân Sơn sinh năm 1940 tại khu vực Cát Ngạn thuộc phía tây bắc huyện Thanh Chương, Nghệ An. Ông từng có thời gian nhập ngũ, hết chiến dịch ông theo học lớp đạo diễn điện ảnh đầu tiên của Trường Đại học Sân khấu – Điện ảnh Hà Nội. Sau khi tốt nghiệp, ông được giữ lại trường làm giảng viên và một thời gian sau đó được cử đi học đạo diễn ở Liên Xô. Học xong, ông về làm việc tại Xưởng Phim truyện Việt Nam. Trong khi các đạo diễn khác khi mới vào nghề làm trợ lý cho những đạo diễn gạo cội hơn để lấy kinh nghiệm, thì Xuân Sơn lại được độc lập chỉ đạo bộ phim đầu tay của mình là Mảnh đất còn lại.
Xuân Sơn từng là Trưởng Ban giám khảo hạng mục Phim video Liên hoan phim Việt Nam lần thứ 16, thàn viên giám khảo hạng mục Phim điện ảnh Liên hoan phim Việt Nam lần thứ 17. Xuân Sơn từng giữ chức vụ Phó giám đốc nghệ thuật của Hãng Phim truyện Việt Nam.

## Tác phẩm

### Video
| Năm  | Tựa đề                | Hình thức            | Đạo diễn                      | Vai trò khác | Chú thích |
| ---- | --------------------- | -------------------- | ----------------------------- | ------------ | --------- |
|      | Anh ấy không cô đơn   |                      |                               |              |           |
|      | Ẩn diện thiền cô      |                      |                               |              |           |
|      | Vị giáo sư lẩn thẩn   |                      |                               |              |           |
| 1998 | Liệu pháp tình yêu    | Điện ảnh truyền hình | Có                            |              |           |
| 1998 | Chuyện tình của tôi   | Điện ảnh truyền hình | Có                            |              |           |
| 1999 | Đốm lửa biên thùy     | Điện ảnh truyền hình | Có                            |              |           |
| 1999 | Mỗi thời của họ       | Điện ảnh truyền hình | (không) Phạm Nhuệ Giang       | Biên tập     |           |
| 2001 | Hoa tỷ muội           | Điện ảnh truyền hình | Có                            |              |           |
| 2001 | Tiếng sóng            | Điện ảnh truyền hình | Có                            |              |           |
| 2001 | Quả muộn              | Điện ảnh truyền hình | đồng đạo diễn Phạm Minh Quang |              |           |
| 2004 | Hoa đào ngày Tết      | Điện ảnh truyền hình | Có                            |              | [ 6 ]     |
| 2005 | Những người trở về    | Ngắn tập             | đồng đạo diễn Trung Thực      |              |           |
| 2007 | Ngày đó đến bây giờ   | Ngắn tập             | Có                            |              |           |
| 2009 | Những mảnh vỡ phù hoa | Dài tập              | Có                            |              |           |

### Điện ảnh
| Năm          | Tựa đề                                            | Chú thích |
| ------------ | ------------------------------------------------- | --------- |
|              | Ngày chủ nhật vắng Chúa                           |           |
| 1981         | Những khoảng cách còn lại                         |           |
| 1983         | Lầm lỗi                                           |           |
| 1985         | Người đi tìm đất                                  |           |
| 1988         | Một thời đã sống                                  |           |
| 1988         | Truyện cổ tích cho tuổi mười bảy                  |           |
| Vai trò khác |                                                   |           |
| 1996         | Bản tình ca trong đêm - Đạo diễn: Nguyễn Hữu Phần | Biên tập  |

## Giải thưởng
| Năm  | Giải thưởng                       | Đề cử                  | Tác phẩm                         | Nhận giải | Kết quả       | Chú thích |
| ---- | --------------------------------- | ---------------------- | -------------------------------- | --------- | ------------- | --------- |
| 1988 | Liên hoan phim Việt Nam lần thứ 8 | Đạo diễn xuất sắc      | Truyện cổ tích cho tuổi mười bảy | Xuân Sơn  | Đoạt giải     | [ 7 ]     |
| 1988 | Liên hoan phim Việt Nam lần thứ 8 | Phim điện ảnh xuất sắc | Truyện cổ tích cho tuổi mười bảy | (bộ phim) | Bông sen vàng | [ 7 ]     |